# 18457 Syoheiyamamoto
18457 Syoheiyamamoto è un asteroide della fascia principale. Scoperto nel 1995, presenta un'orbita caratterizzata da un semiasse maggiore pari a 2,284657 UA e da un'eccentricità di 0,149382, inclinata di 0,570246° rispetto all'eclittica. Ha un diametro di 3,086 km.